# حمله با کامیون ۲۰۱۶ برلین

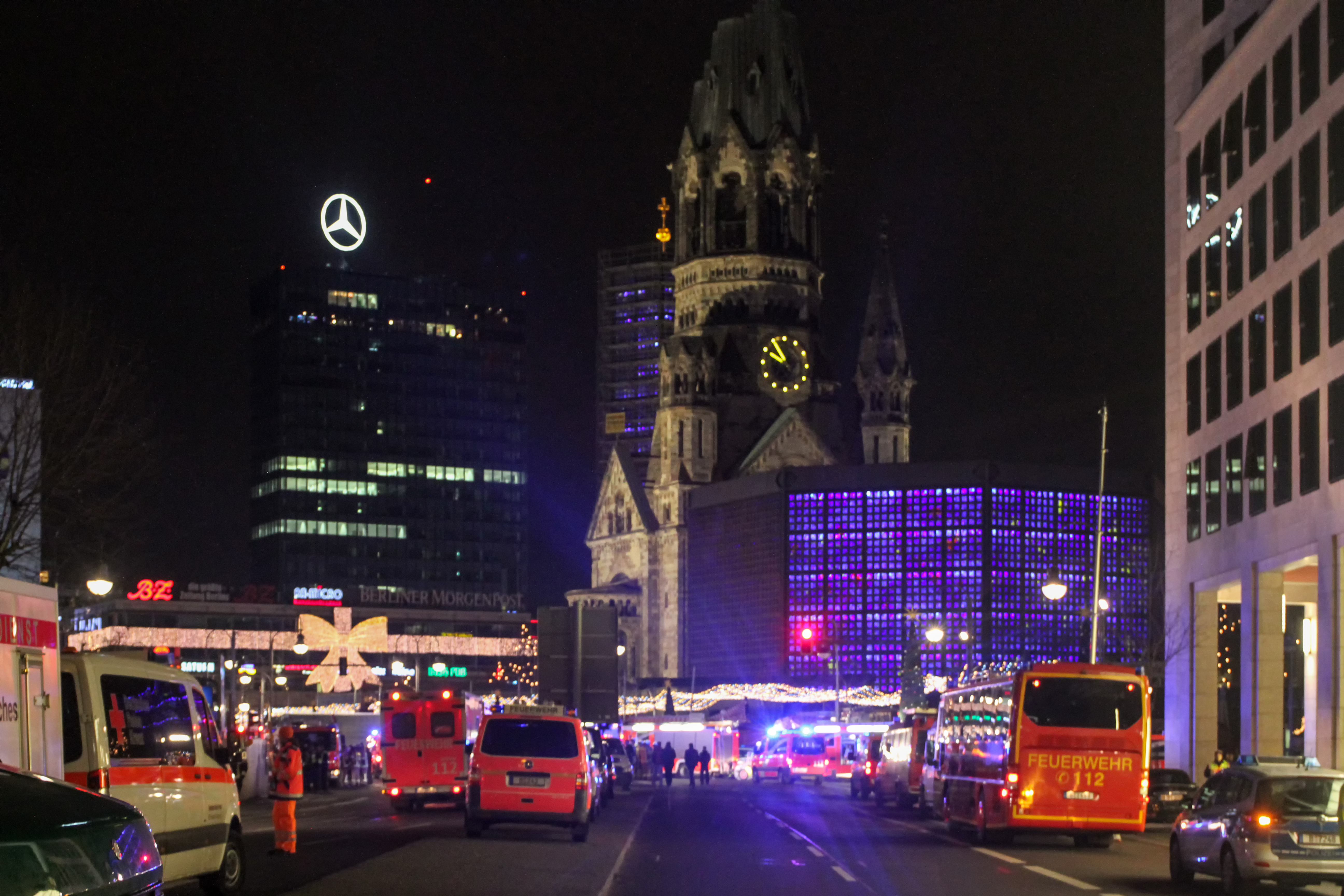

در روز ۱۹ دسامبر ۲۰۱۶ در ساعت هشت و چهارده دقیقه شب به وقت محلی یک کامیون اسکانیا با ورود به بازار کریسمس در برایتشایدپلاتز واقع در شهر برلین، جمعیت حاضر در این بازار را زیر گرفت. بر اثر این واقعه ۱۲ تن کشته و ۴۸ تن زخمی شدند. مهاجم یا مهاجمان سرنشین این کامیون از محل گریختند.

## قربانیان
| کشور     | کشته‌شدگان | مجروحان | Ref.   |
| -------- | --------- | ------- | ------ |
| آلمان    | ۶         | نامعلوم | [ ۲ ]  |
| اسرائیل  | ۱         | ۱       | [ ۳ ]  |
| لهستان   | ۱         | ۰       | [ ۴ ]  |
| ایتالیا  | ۰         | ۳       | [ ۵ ]  |
| اسپانیا  | ۰         | ۲       | [ ۶ ]  |
| بریتانیا | ۰         | ۲       | [ ۷ ]  |
| لبنان    | ۰         | ۱       | [ ۸ ]  |
| نامعلوم  | ۴         | ۴۴      | [ ۹ ]  |
| مجموعاً   | ۱۲        | ۴۷      | [ ۱۰ ] |

## هویت حمله کننده

### لوکاس اربن
قطعاً لوکاس اربن (راننده ۳۷ ساله لهستانی صاحب کامیون) نمی‌تواند عامل حمله باشد. زیرا ساعاتی پیشتر با شلیک گلوله به سر کشته و همچنین با چاقو مضروب شده بود. جسد او راننده لهستانی پس از حمله برلین در کامیون پیدا شد. بنابه گزارش‌ها او کامیون خود را در برلین پارک کرده و در انتظار تخلیه بار فولاد موجود در کامیون بود.

### نوید ب
بلافاصله پس از وقوع این حادثه پلیس آلمان، "نوید ب" پناهجوی ۲۳ ساله پاکستانی که در سال ۲۰۱۵ وارد خاک آلمان شده‌بود را در نزدیکی محل حادثه دستگیر کرد. اما سپس به دلیل فقدان شواهد کافی، توسط دادستانی فدرال آزاد شد.

### انیس عامری
مظنون اصلی این حادثه "انیس عامری" یک مرد ۲۴ ساله تونسی است. او در بهار سال ۲۰۱۱ میلادی، تونس را ترک کرده و به جزیره لامپدوسا که بخشی از سرزمین ایتالیاست وارد می‌شود. بر اساس اعلام روزنامه لا استامپا در آن زمان اعلام می‌شود که او نابالغ است درحالی که ۱۸ سال سن داشته‌است. العامری در آن زمان بلافاصله به مرکز افراد نابالغ در شرق سیسیل منتقل می‌گردد. وی در ۲۴ اکتبر ۲۰۱۱ به همراه سه نفر از هم‌وطنانش پس از آتش زدن یک مدرسه در ایتالیا بازداشت و به چهار سال زندان محکوم می‌شود. او در سال ۲۰۱۵ پس از خروج از زندان، به مرکز تأیید هویت در مرکز ایتالیا فرستاده شده و در آنجا حکم اخراج او از ایتالیا تصویب می‌شود.
انیس از تابستان سال ۲۰۱۵ با هویت‌های متعدد جعلی در آلمان تردد داشته‌است. به نوشته "اشپیگل آنلاین" او در آوریل سال ۲۰۱۶ در ایالت نوردراین-وستفالن تقاضای پناهندگی خود را ارائه داده و نامش در یک اقامتگاه پناهجویی در شهر امه ریش ثبت شده‌است. چند هفته بعد درخواست پناهندگی او رد شده و فاش می‌شود که او خود را یک تبعه مصری جا زده بوده‌است. کارمندان اداره مهاجرت همچنین پی می‌برند که انیس تا کنون از هویت‌های جعلی دیگری نیز استفاده کرده‌است. موارد یاد شده اداره مهاجرت را به این نتیجه می‌رساند که انیس عامری باید از آلمان اخراج شود. به گفته رالف یگر، وزیر امور داخلی ایالت نوردراین-وستفالن بررسی‌ها نشان داده‌اند: انیس عامری از فوریه سال ۲۰۱۶ عمدتاً در برلین به سر می‌برده‌است. این در حالی است که بنابر قوانین اداره مهاجرت آلمان، پناهجویان تا زمانی که در مورد پرونده‌شان تصمیم‌گیری نشده، موظف هستند دست‌کم ۳ ماه تمام در محدوده اداره مهاجرتی که پرونده‌شان در آنجا در حال بررسی است، اقامت داشته‌باشند.
همچنین او در آلمان به ظن برنامه‌ریزی برای سرقت جهت خرید اسلحه زیر نظر بوده اما سپس به دلیل نبود شواهد کافی، نظارت بر او کنار گذاشته شده‌است. او با شش نام مختلف فعالیت می‌کرده و با شبکه اسلام‌گرایان افراطی "ابو ولاء" با نام اصلی احمد عبدالعزیز در ارتباط بوده‌است. احمد عبدالعزیز که به عنوان "مرد داعش در آلمان" شناخته می‌شود، در نوامبر ۲۰۱۶ بازداشت شد. داعش مسئولیت این حمله را به عهده گرفت. دولت آلمان اعلام کرده که برای هر اطلاعاتی که به بازداشت انیس عامری منجر شود، ۱۰۰ هزار یورو جایزه می‌دهد.
انیس در فهرست افراد ممنوع‌الورود به آمریکا بوده و دست کم یک‌بار با یکی از اعضای گروه دولت اسلامی از طریق شبکه تلگرام تماس گرفته‌است. خبرگزاری "اعماق" متعلق به گروه موسوم به دولت اسلامی یا داعش ویدئویی از انیس عامری منتشر کرده در آن به این گروه اعلام وفاداری می‌کند.
وی در ۲۳ دسامبر ۲۰۱۶ هنگام ورود به میلان ایتالیا توسط پلیس کشته شد. به گزارش پلیس در ساعت سه صبح خودروی عامری متوقف و از او درخواست کارت شناسایی شد. اما وی در پاسخ اسلحه‌ای را از کوله پشتی خود بیرون آورد و شروع به تیراندازی به دو مامور پلیس کرد که یکی از ماموران، او را هدف گلوله قرار داد. مامور دیگر در این درگیری زخمی شد اما جراحات او شدید نیست.
نکته قابل توجه این است که او چطور توانسته بدون مانع از چند کشور اروپایی گذر کند. زیرا در وسایل انیس بلیت قطاری پیدا شد که نشان داد او از آلمان به نیمیخن هلند و شامبری فرانسه و سپس به تورین و میلان سفر کرده‌است.